# 애봇 초등학교
《애봇 초등학교》(영어: Abbott Elementary 애벗 초등학교[*])는 ABC에서 2021년 12월 7일부터 방영 중인 미국의 모큐멘터리 시트콤이다.

## 개요
필라델피아 학구에 위치한 윌러드 R. 애봇 초등학교 교사들의 삶을 다큐멘터리 팀이 취재하는 형식으로 진행된다.
애봇 초등학교는 학생들 대다수가 흑인으로 구성돼있으며, 재정 부족과 관리 문제에 시달려 많은 신임 교사들이 1년만 일하고 그만두기 일쑤이다.
이런 가혹한 현실 속에서도 2학년 교사 저닌은 낙관하며 학생들을 지도한다. 동료 교사로는 특이하지만 본심은 착한 역사 교사 제이컵, 경험이 풍부하고 똑부러지는 유아 교사 바버라, 역시 연차가 있고 어째서인지 수상한 지역 연줄이 많은 2학년 교사 멀리사 등이 있다. 여기에 함량 미달인 에이바가 신임 교장으로 부임하고 임시 교사로 그레고리가 들어온다.

## 출연
주연
- 퀸타 브런슨 - 저닌 티그스 역
- 타일러 제임스 윌리엄스 - 그레고리 에디 역
- 저넬 제임스 - 에이바 콜먼 역
- 리사 앤 월터 - 멀리사 슈멘티 역
- 크리스 퍼페티 - 제이컵 힐 역
- 셰릴 리 랠프 - 바버라 하워드 역
- 윌리엄 스탠퍼드 데이비스 - 존슨 씨 역

조연
- 조시 세가라 - 매니 역
- 마이크 오맬리 - 로빈슨, 필라델피아 소방서 소방위 역
- 로런 위드먼 - 크리스틴 마리 슈멘티 역

특별 출연
- 레슬리 오덤 주니어 - 드레이먼드 와인딩 역
- 터라지 P. 헨슨 - 버네타 티그스, 저닌의 어머니 역